# ミュンヘン条約 (1619年)
ミュンヘン条約（ミュンヘンじょうやく、ドイツ語: Vertrag von München）は1619年10月8日、神聖ローマ皇帝フェルディナント2世とバイエルン公マクシミリアン1世の間でミュンヘンにて締結された条約。スペイン大使のオニャテ伯爵はフェルディナント2世を説得して、プファルツ選帝侯領の占領地、およびプファルツ選帝侯フリードリヒ5世の選帝侯位がマクシミリアン1世に与えられるよう仕向けた。オニャテはさらに自分を権限を越えて、フェルディナント2世のボヘミア反乱鎮圧にスペインが支援すると確約した。条約に基づき、カトリック連盟の盟主であるマクシミリアン1世がバイエルン軍をフェルディナント2世に提供、その見返りとしてプファルツの領地を与えられた。